# Parafallia johni
Parafallia johni is een keversoort uit de familie Discolomatidae. De wetenschappelijke naam van de soort is voor het eerst geldig gepubliceerd in 1975 door Geisthardt.